# 브라마푸트라 계곡
브라마푸트라 계곡(Brahmaputra Valley)은 히말라야 산맥과 브라마푸트라강 남쪽 산맥에 끼어있는 아삼주의 계곡 지형이다. 이 계곡에선 아삼인이 과반수를 차지한다.

## 주요 도시
- 구와하티
- 디브루가르(Dibrugarh)